# Banekouane 1
Banekouane I (ou Nekwan I, Nekouane) est un village du Cameroun situé dans le département du Ndé et la région de l'Ouest. Il appartient à la commune de Bangangté. 

## Population
Selon le recensement de 2005, la population de Banekouane 1 est de 265 personnes.